# Porotrichum subseriatum
Porotrichum subseriatum là một loài rêu trong họ Neckeraceae. Loài này được Mitt. mô tả khoa học đầu tiên năm 1891.
Danh pháp khoa học của loài này chưa được làm sáng tỏ. 